# シブヤマシナリー
シブヤマシナリー株式会社は、かつて存在した石川県金沢市に本社を置く企業。ボトリングシステムで世界一のシェアを誇る澁谷工業が100%出資する連結子会社であったが、2021年7月1日を効力発生日として親会社の澁谷工業に吸収合併して解散、消滅した。

## 主な事業
- ボトリングシステムの製造と販売
- 環境設備システムの製造と販売
- 洗浄設備システムの製造と販売
- 各種製造プラント類・構築物のエンジニアリング、工事請負
- 動物細胞培養システムのエンジニアリング
- 農業用設備システムの製造と販売